# Peter-Paul de Baar
Peter-Paul de Baar (Haarlem, 27 maart 1952) is een Nederlands historicus en journalist. Als journalist heeft hij gewerkt voor Folia Civitatis en de Groene Amsterdammer. Hij was van 1989 tot en met 2017 hoofdredacteur van het maandblad Ons Amsterdam.
Bij zijn afscheid ontving hij van de (waarnemend) burgemeester de Frans Banninck Cocqpenning.

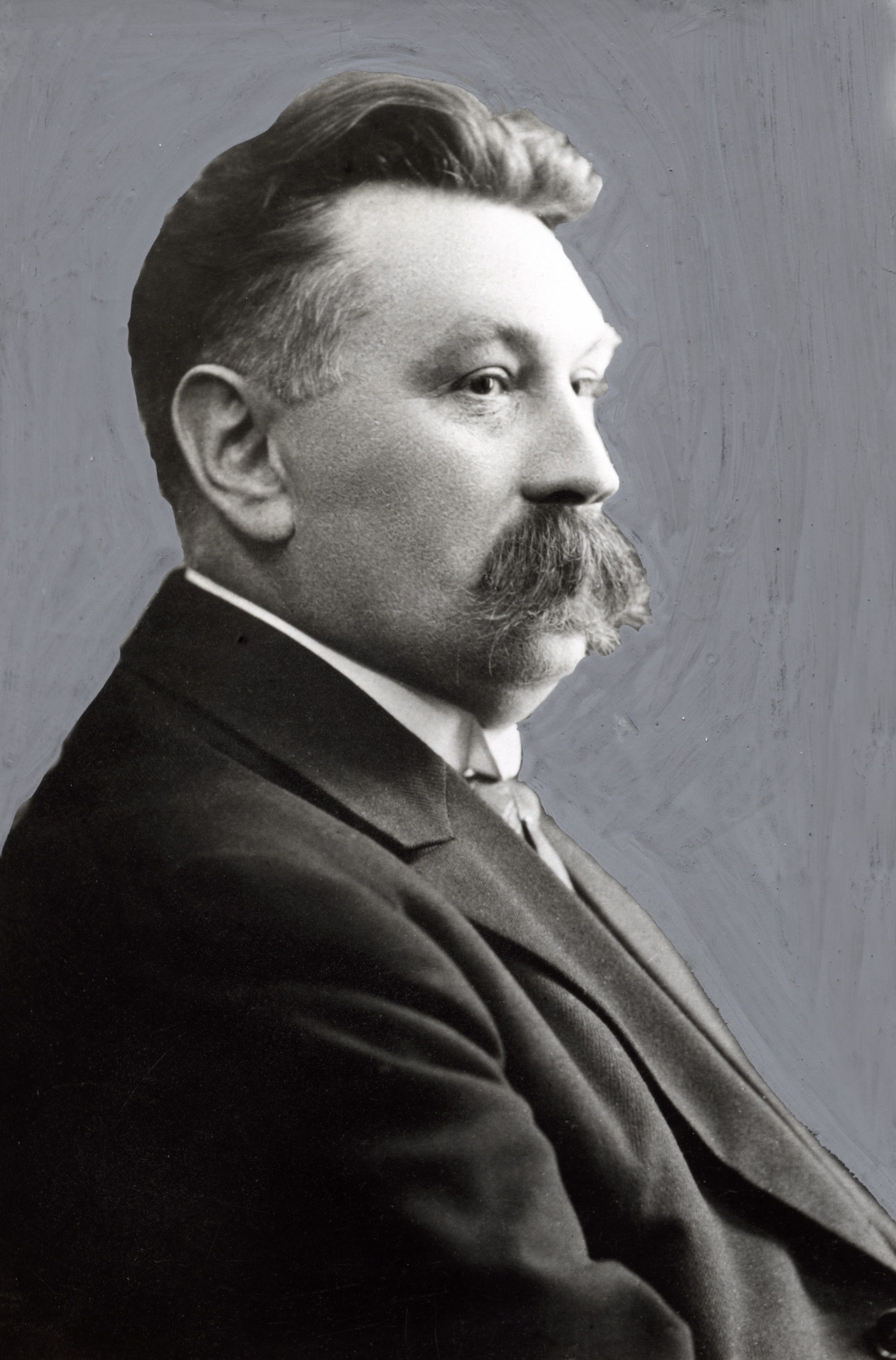
Theo Thijssen (circa 1920)

De Baar heeft enige bekendheid gekregen als kenner en fan van de schrijver Theo Thijssen (1879-1943). Zo heeft hij (mede) het initiatief genomen voor het Theo Thijssenmuseum (tot stand gekomen in 1995 in het Amsterdamse geboortehuis van Thijssen) en voor de Dag van de Zwembadpas (gehouden in 2001) en de Dag van het Taaie Ongerief (2002). Hij publiceerde in 2023  een biografie van deze schrijver, onderwijzer, vakbondsman en socialistisch politicus: Theo Thijssen (1879-1943). De biografie werd genomineerd voor de Nederlandse Biografie Prijs 2024.